# Mahmoud Soufi
Mahmoud Yassen Soufi (arabisch محمود صوفي ياسين دعالة, DMG Maḥmūd Ṣūfī Yāsīn Duʿāla; * 20. Oktober 1971 in Mogadischu oder Burao; † 2. Juni 2019) war ein somalischer Fußballspieler, welcher zeitweise auch die katarische Staatsbürgerschaft besaß.

## Karriere

### Verein
Ursprünglich in Mogadischu (oder nach anderer Quellenlage in Burao) geboren, ging er als junger Erwachsener nach Katar, um sich dort einem Fußballklub anzuschließen.
Aus der Reserve von al-Ittihad kommend wechselte er zur Saison 1988/99 in den Kader der ersten Mannschaft. Mit dieser stieg er nach der Spielzeit 1990/91 in die erste Liga auf. Als Aufsteiger wurde er mit seinem Team in der Saison 1991/92 Meister und geteilter Torschützenkönig dieser Spielrunde. Nachdem er von 1995 bis 1997 drei Mal mit seinem Klub den Pokal gewonnen hatte, wechselte er zur Saison 1997/98 zu al-Sadd Sports Club. Nach dieser Saison, in der er fünf Tore erzielte, zog er weiter zu al-Arabi, wo er noch einmal zwei Spielzeiten lang aktiv war. Sein Karriereende fand nach der Spielrunde 2001/02 beim Zweitligisten al-Shabab statt.

### Nationalmannschaft
Um für die katarische Nationalmannschaft spielen zu können, wurde ihm die katarische Staatsbürgerschaft gegeben. Sein erster bekannter Einsatz für Katar war am 3. März 1988 bei einem 1:1 gegen Kuwait während der Gruppenphase des Golfpokals 1988. Auch in den weiteren Spielen dieses Turniers kam er zum Einsatz. Am Ende des Jahres war er auch Teil des Mannschaftskaders für die Asienmeisterschaft 1988, bei welcher sein Team als Gastgeber auftrat. Nach der Gruppenphase war für ihn und seine Mannschaft bereits Schluss.
Im nächsten Jahr war er in den Partien der Qualifikation für die Weltmeisterschaft 1990 dabei und erreichte am Ende mit seinem Team die zweite Runde der Qualifikation. Danach folgte Anfang 1990 die nächste Ausgabe des Golfpokals, wo er erneut ein paar Einsätze sammeln konnte.
Auch war er Teil des Mannschaftskaders beim Olympiaturnier 1992, bei dem er mit seiner Mannschaft den achten Platz belegte.
Nach zwei Siegen in der Qualifikation, in denen er auch jeweils ein Tor erzielte, erreichte er mit seinem Team im Oktober 1992 die Endrunde der Asienmeisterschaft 1992. Auch hier schaffte er es mit seinem Team nicht über die Gruppenphase hinaus, erzielte im ersten Gruppenspiel, einem 1:1 gegen Thailand, zumindest ein Tor. Kurz darauf war er auch beim Golfpokal 1992 dabei, wo seine Mannschaft am Ende als Gastgeber erstmals den Titel gewann. Im April 1993 kam er zu drei Einsätzen in der Qualifikation für die Weltmeisterschaft 1994. Im Folgejahr folgten für ihn auch Einsätze bei den Asienspielen 1994. Dort erzielte er zwar zwei Treffer, jedoch schied sein Team im Anschluss an drei Unentschieden in der Gruppenphase aus. Im November des Jahres bekam er dann auch noch beim Golfpokal 1994 Einsatzzeiten.
Ab Juni 1996 spielte er mit seiner Mannschaft in der Qualifikation für die Asienmeisterschaft 1996, erreichte mit seinem Team jedoch nicht die Endrunde. Im selben Jahr folgten noch weitere Qualifikationsspiele, diesmal für die Weltmeisterschaft 1998, sowie die Teilnahme am Golfpokal 1996. Seine Nationalmannschaftskarriere beendete er im Jahr 1998. Hier nahm er mit seiner Mannschaft am Arabischen Nationenpokal 1998 teil und erreichte das Finale, das mit 1:3 gegen Saudi-Arabien verloren ging. Sein letzter Einsatz war ein 0:0 gegen Saudi-Arabien am 11. November 1998 beim Golfpokal 1998.

## Leben
Nach dem Ende seiner Karriere als Spieler wurde er von den katarischen Behörden aufgefordert, das Land zu verlassen, da ihm seine Staatsbürgerschaft wieder entzogen wurde. Soufi verstarb nach einer längeren unbekannten Krankheit im Juni 2019.